# Britt Karin Larsen
Britt Karin Larsen (født 16. april 1945) er en norsk digter og forfatter.
Larsen debuterede som digter i 1978 med 5mg blues og andre dikt. Hendes romandebut I ly for regnet vandt 1.-pladsen i Tidens romankonkurranse 1990. Larsen har en stor produktion af digtsamlinger og romaner bag sig. Hun er særlig kendt for sin roman-trilogi om taterene, De som ser etter tegn (1997), De usynliges by (1998) og Sangen om løpende hester (1999). Trilogien er blevet kaldt et litterært monument om romanfolket i Norge. Larsen blev belønnet med Norsk PENs ytringsfrihedspris, Ossietzkyprisen, i 2000.
Det vokser et tre i Mostamägg (2009) blev nomineret til P2-lytternes romanpris i 2009. Romanen er den første i en tetralogi om Finnskogene, de tre næste bind i trilogien er Himmelbjørnens skog (2010), Som steinen skinner (2011) og Før snøen kommer (2012).

## Priser
- Gyldendals legat 1993
- Hedmark fylkeskommunes kulturpris 1998
- Sarpsborgprisen 1998
- Ossietzkyprisen 2000
- Amalie Skram-prisen 2001
- Riksmålsforbundets litteraturpris 2001